# بلبلوییه
بلبلوییه، روستایی از توابع بخش ماهان شهرستان کرمان در استان کرمان ایران است. جمعیت فعلی روستا در سال ۱۴۰۲ ۲۰۶ نفر است که با توجه به افزایش ملک بیشتر میشود یکی از بزرگترین مشکلات روستا نبودن گاز شهری و کمبود اب کافی است 

## جمعیت
این روستا در ۲۵ کیلومتری شهرستان کرمان قرار دارد و از توابع شهرستان ماهان است و براساس سرشماری مرکز آمار ایران در سال ۱۳۸۵، جمعیت آن زیر سه خانوار بوده‌است و جمعیت ان در سال ۱۴۰۲_ ۲۰۶ نفر با توجه به افزایش ملک بیشتر شده و اکثر ساکنین ان به کرمان مهاجرت کرده و جهت امورات کشاورزی به روستا رفت و آمد می کنند
این روستا شامل قناب اب جهت اشامیدن و ابیاری درختان میباشد